# Ballintober
Ballintober är en ort i republiken Irland.   Den ligger i grevskapet Roscommon och provinsen Connacht, i den centrala delen av landet, 150 km väster om huvudstaden Dublin. Ballintober ligger 84 meter över havet och antalet invånare är 137.
Terrängen runt Ballintober är platt. Runt Ballintober är det glesbefolkat, med 12 invånare per kvadratkilometer. Närmaste större samhälle är Castlerea, 7,8 km nordväst om Ballintober. Trakten runt Ballintober består i huvudsak av gräsmarker.